# Pomień
Pomień [ˈpɔmjɛɲ] (trước đây là Pammin Đức) là một ngôi làng ở quận hành chính của Gmina Recz, trong Choszczno County, Zachodniopomorskie, ở tây bắc Ba Lan. Nó nằm khoảng 7 kilômét (4 mi) phía tây nam Recz, 8 km (5 mi) phía đông bắc Choszczno, và 64 km (40 mi) về phía đông của thủ đô khu vực Szczecin.
Trước năm 1945, khu vực này là một phần của Đức. Đối với lịch sử của khu vực, xem Lịch sử của Pomerania.